# Philoponella
Philoponella är ett släkte av spindlar. Philoponella ingår i familjen krusnätsspindlar.

## Dottertaxa tillPhiloponella, i alfabetisk ordning[1]
- Philoponella angolensis
- Philoponella arizonica
- Philoponella bella
- Philoponella collina
- Philoponella congregabilis
- Philoponella cymbiformis
- Philoponella divisa
- Philoponella fasciata
- Philoponella gibberosa
- Philoponella herediae
- Philoponella hilaris
- Philoponella lingulata
- Philoponella lunaris
- Philoponella mollis
- Philoponella nasuta
- Philoponella nigromaculata
- Philoponella operosa
- Philoponella oweni
- Philoponella pantherina
- Philoponella para
- Philoponella pisiformis
- Philoponella pomelita
- Philoponella prominens
- Philoponella quadrituberculata
- Philoponella raffrayi
- Philoponella ramirezi
- Philoponella republicana
- Philoponella sabah
- Philoponella semiplumosa
- Philoponella signatella
- Philoponella subvittata
- Philoponella tingens
- Philoponella truncata
- Philoponella variabilis
- Philoponella vicina
- Philoponella vittata
- Philoponella wuyiensis